# Abendmahl in Emmaus (Caravaggio)
Das Abendmahl in Emmaus von Michelangelo Merisi da Caravaggio ist ein Gemälde, das in zwei Versionen überliefert ist. Die Ausführung von 1601, die sich in der National Gallery in London befindet, wurde für den römischen Adeligen Ciriaco Mattei gemalt und später von Kardinal Scipione Caffarelli Borghese gekauft. Eine spätere stark abgewandelte Version stammt aus dem Jahre 1606, die er für den Bankier Ottavio Costaund ausfertigte, hängt in der Pinacoteca di Brera in Mailand.

## Thema
Die dem Bild zugrundeliegende Geschichte stammt aus dem Lukas-Evangelium und findet am Tag von Christi Auferstehung statt. Zwei Jünger befinden sich auf dem Weg zum Dorf Emmaus, als sie Jesus begegneten. Das war ihre erste Begegnung nach seiner Festnahme. Caravaggio stellt den Moment dar, in dem der wiederauferstandene Jesus sich zwei seiner Jünger (dem im Lukas-Evangelium namentlich erwähnten Kleopas und seinem nicht namentlich erwähnten Begleiter) zu erkennen gibt: „Und es geschah, als er mit ihnen zu Tisch saß, nahm er das Brot, dankte, brach’s und gab’s ihnen. Da wurden ihre Augen geöffnet, und sie erkannten ihn. Und er verschwand vor ihnen“ (Lukas 24:30–31). Zur Zeit von Caravaggio wurde diese Bibelepisode als Urbild des Eucharistischen Segens interpretiert.
Der Jünger zur rechten Seite trägt eine Jakobsmuschel am Gewand, Zeichen des Pilgers, was unter anderem auch seine Identifizierung als Jakobus der Ältere zulässt. Der andere Jünger hat eine löchrige Jacke an. Der Gestus des rechten Jüngers sprengt fast den Rahmen der perspektivischen Darstellung – seine Arme strecken sich in einer Achse normal zur Bildebene. Der stehende Wirt beobachtet die Szene, zeigt aber wenig Emotionen.

## Ausführung

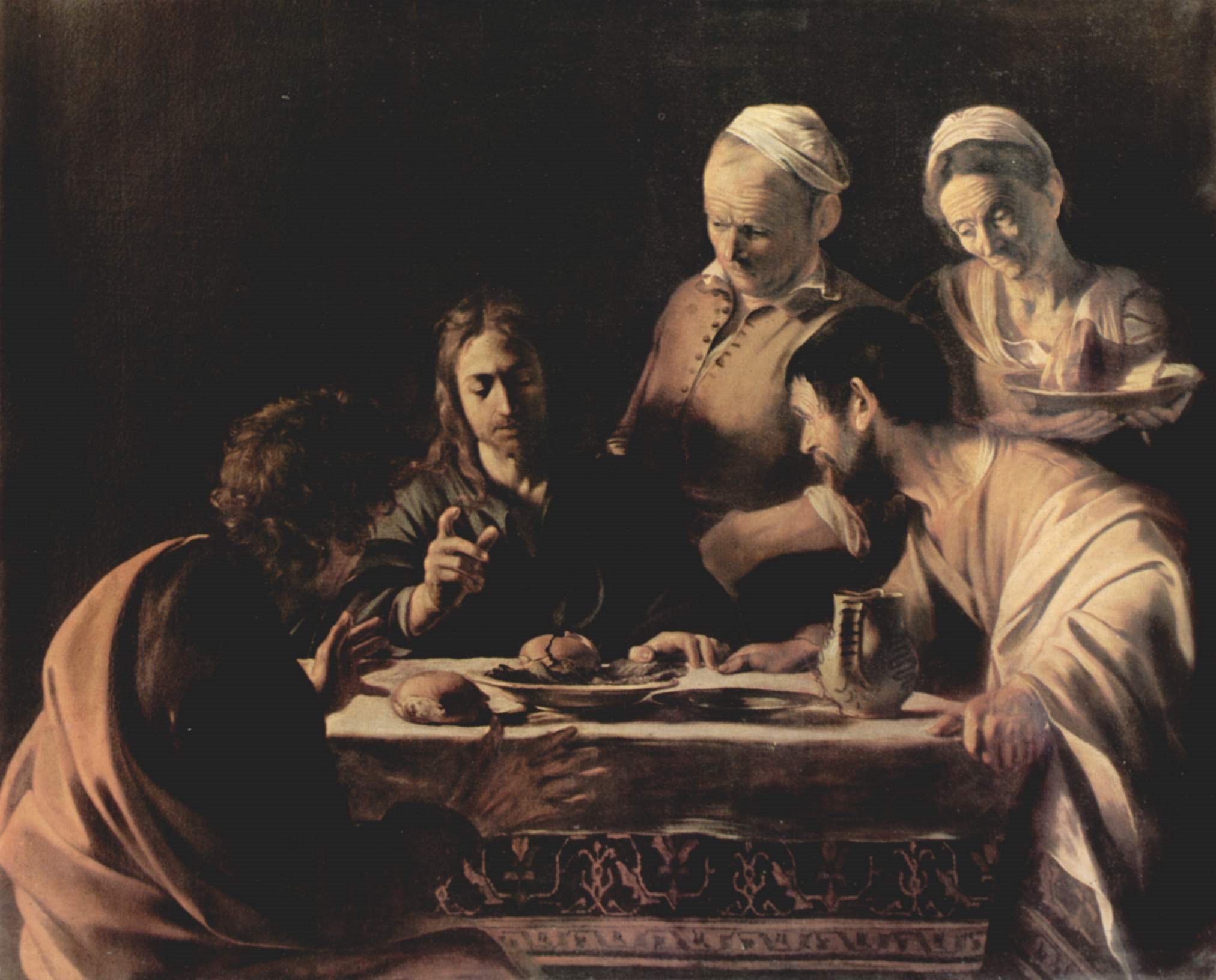
Das Abendmahl in Emmaus (Mailänder Version), 1606. Pinacoteca di Brera, Mailand

Die seltene Darstellung Jesu ohne Bart geht möglicherweise auf die frühen Christusabbildungen zurück, die zu Caravaggios Zeit entdeckt wurden. Auch Michelangelo, der für Caravaggio ein großes Vorbild war, hat bereits den bartlosen Jesus in seinem Fresco „Das Jüngste Gericht“ in der Sixtinischen Kapelle gemalt. Ungewöhnlich an der Darstellung ist auch der dunkle Hintergrund und das detailreich ausgeführte Stillleben im Vordergrund. Der Klerus der damaligen Zeit empörte sich über die realistische Darstellung der Personen Caravaggios, hier vor allem die ärmliche Erscheinung der Jünger.
Typisch für Caravaggio ist die Verwendung des Lichteinfalls als dramatisches Element (Chiaroscuro). Der Blick wird auf die erleuchteten Gesichter von Jesus und Jakobus gelenkt. Wie in der Perspektive der Hände Jakobus’ ist auch hier die Bildlogik außer Kraft gesetzt – der Wirt müsste, wie die Gegenstände auf dem Tisch, einen Schlagschatten nach rechts werfen und damit Jesus verdunkeln. Stattdessen sehen wir seinen Schatten schräg hinter ihm auf der Wand.
Caravaggio malte 1606 eine zweite Version des Abendmahls in Emmaus. Im Vergleich zur ersten Version sind die Figuren zurückgenommener, die Präsenz dominiert über die Dynamik der Bewegungen.

## Interpretation
Der stehende Wirt bildet mit seiner zurückhaltenden Pose den psychologischen Kontrast zu den in Erstaunen versetzten Jüngern. Er repräsentiert wahrscheinlich die Skepsis eines Ungläubigen. Die Kunsthistoriker stellen für die Konzeption dieser Figur jedoch eine gewisse Ambivalenz fest: Sein Schatten bildet einen dunklen Kreis um Jesu Kopf, wodurch der Wirt die Heiligkeit des Messias unwissentlich zu unterstreichen scheint.
Das Stillleben im Vordergrund greift die zentrale Botschaft des Bildes auf. Die faulen Äpfel und Feigen symbolisieren die Erbsünde. Der Granatapfel ist dagegen ein bekanntes Symbol für die Auferstehung Christi und Erlösung von der Sünde.

## Versionen anderer Maler

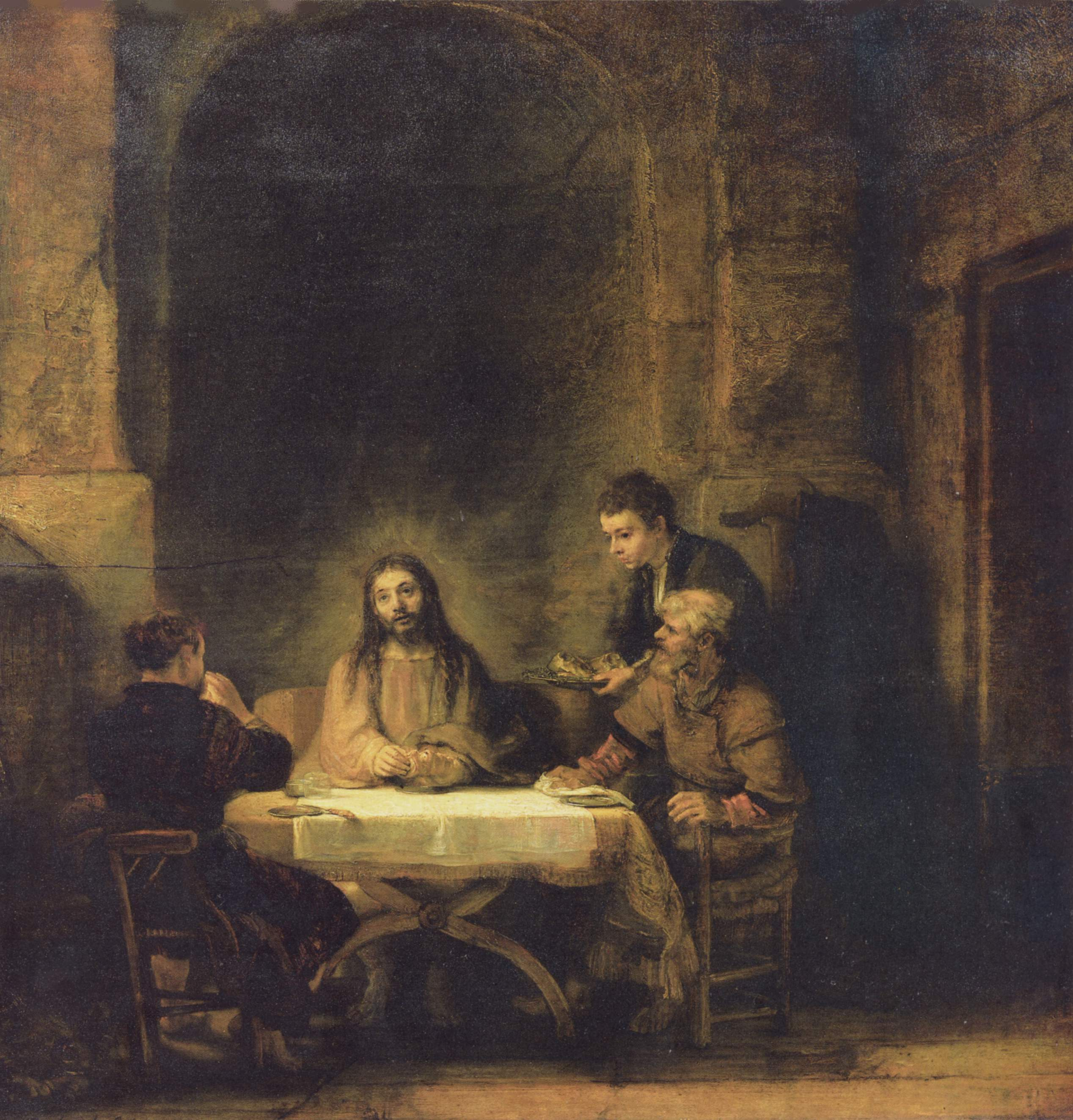
Rembrandt: Das Emmausmahl

- Juan de Flandes (1465–1519): Das Mahl in Emmaus. 1497.
- Juan de Flandes (1465–1519): Das Mahl in Emmaus. 1512.
- Jacopo da Pontormo (1494–1557): Christus und die Jünger in Emmaus. 1525. Öl auf Leinwand, Florenz, Uffizien (basiert vermutlich auf einer Vorlage Albrecht Dürers und ist in ihrem Realismus ein Vorläufer der ersten Caravaggio Version).[2]
- Bartolomeo Cavarozzi (1590–1625): Das Mahl zu Emmaus. (Version eines Caravaggio Schülers im Getty Museum).[3]
- Jacopo Bassano (1515–1592): Das Abendmahl in Emmaus. 1538. Öl auf Leinwand, 235 × 250 cm (eine manieristische Version, in dem die Überraschung eher im Gesicht der Katze, die den Hund erblickt, als in den Gesichtern der Jünger zu finden ist. Auch ist hier die Atmosphäre deutlich weniger ärmlich).[4]
- Tizian (1488/90–1576): Die Pilger von Emmaus. 16. Jh., Öl auf Leinwand, 169 × 244 cm, Paris, Louvre (es zeigt ebenfalls Hund und Katze.[5]
- Paolo Veronese (1528–1588): Das Abendmahl in Emmaus. 1559/60, Paris, Louvre.
- Pedro Orrente (1580–1645): Christus und die Jünger von Emmaus. 17. Jh., Öl auf Leinwand, 81 × 101 cm, Budapest, Szépművészeti Múzeum)
- Velazquez (1599–1660): Christus und die Jünger in Emmaus. 17. Jh., Öl auf Leinwand, 123 × 132,6 cm, New York, Metropolitan Museum of Art.
- Mathieu Le Nain (1607–1677): Die Pilger von Emmaus. 17. Jh., 75 cm × 92 cm, Paris, Louvre)
- Rembrandt (1606–1669): Christus in Emmaus. 1629.
- Rembrandt (1606–1669): Das Abendmahl in Emmaus. 1648, Öl auf Holz, Paris, Louvre, (eine klassische Darstellung, mit Strahlenkranz um Jesus Gesicht.[6]
- Eugène Delacroix (1798–1863): Das Mahl in Emmaus. 1853.
- Pierre Jouffroy (1912–2000): Die Pilger von Emmaus. Voujeaucourt, Kirche St. Michel